# Arroyo Itacaruaré
El arroyo Itacaruaré es un curso de agua ubicado en la provincia de Misiones, Argentina que desagua en el río Uruguay.
El mismo nace en la sierra del Imán, cerca de la localidad  de Leandro N. Alem, su cuenca abarca parte de los departamentos de Leandro N. Alem y San Javier, y que con rumbo sur se dirige hasta desembocar en el río Uruguay cerca de la localidad de Itacaruaré. Su principal afluent es el arroyo del Medio.
- Datos: Q5705707